# 名古屋市立葵小学校
名古屋市立葵小学校（なごやしりつ あおいしょうがっこう）は、愛知県名古屋市東区葵一丁目にある公立小学校。

## 概要
名古屋市東区の南部地域東側を学区とする公立小学校であり、1907年（明治40年）7月31日の名古屋市葵尋常小学校開校をもってその始まりとしている。1929年（昭和4年）に現在の校地に移転した。学校としての取り組みとして、小・中学校などを対象とした花壇コンクールである「フラワー・ブラボー・コンクール（FBC）」に力を入れている。名古屋市内の学校で、講堂と体育館をそれぞれ別に持っている2校のうちの1校である。学区は古くからの名古屋市の市街地であるが、太平洋戦争時には空襲で大部分が焼失した地域であり、建物は戦後に建てられたり平成になってから再開発されたものが多い。

## 沿革

### 経緯
現在の葵小学校の前身と言える学校は、学区内小川町（当時、現東桜二丁目）の妙本寺 に1871年（明治4年）に作られた第四義校が最も古いものであると考えられている。葵小学校としての始まりとされるのは1907年（明治40年）7月31日の名古屋市葵尋常小学校の開校であり、当時周囲にあった尋常小学校4校から総数585名の児童が移っての開校であった。二度の校地移転を経て1929年（昭和4年）以降現在の校地に所在しているが、1945年（昭和20年）3月には太平洋戦争による空襲で校地内に焼夷弾が落ち校舎が全焼するなどの被害を受けた。
戦後、1947年（昭和22年）に現在の校名である名古屋市立葵小学校となった。戦争により焼失した校舎群についても、近隣の筒井国民学校（当時）の教室を間借りした時期や木造バラック校舎の時期などを経ながら、1952年（昭和27年）に名古屋市内初となるアメリカ式鉄筋コンクリート校舎（現南校舎）が竣工するなど順次整備が進められ、1981年（昭和56年）の体育館建物の完成をもって建設は一段落した。校舎群への直近の大改修は1987年（昭和62年）に行われている。
1957年（昭和32年）の創立50周年にあわせて校旗・新校歌（高木市之助作詞、信時潔作曲）が制定された。校歌についてはその後、歌詞中の「半世紀」が「一世紀」に改められている。2007年（平成19年）に創立100周年を迎え、11月17日に記念式典が行われた。
フラワー・ブラボー・コンクール（FBC）については、1976年（昭和51年）の春花壇市教委賞を受賞以後、FBC各賞を2011年までに延べ43賞受賞しているなど、学校としての継続的な取り組みが現在まで続けられている。

### 年表
- 1907年 - 名古屋市葵尋常小学校として設立される。校地は葵町三十二番地（当時）。
- 1909年 - 布池町三十一番地（当時）の名古屋市立第七高等小学校跡地に移転する。
- 1929年 - 名古屋商業学校（当時、現名古屋市立名古屋商業高等学校）跡地の現校地に移転する。
- 1933年 - 高等科が併設されたことにより校名を名古屋市葵尋常高等小学校に変更する。
- 1937年 - 高等科併設がなくなったことにより校名を名古屋市葵尋常小学校に戻す。
- 1941年 - 国民学校令により名古屋市葵国民学校に校名変更。
- 1945年 - 空襲（3月19日の名古屋大空襲）により校舎全部が焼失する。
- 1947年 - 学制改革により現校名の名古屋市立葵小学校となる。
- 1949年 - アメリカ東海北陸軍政部の指導により「葵カーニバル」を開催する。
- 1952年 - 名古屋市内初となるアメリカ式コンクリート校舎（南校舎）が完成する。
- 1957年 - 3月、校旗制定。10月、新校歌制定（それまでは葵尋常小学校時代の校歌を使っていた）。
- 1963年 - 講堂完成。建設に当たっては学区内からの寄付金や廃品回収により得た資金も用いられている。
- 1974年 - プール完成。
- 1976年 - フラワー・ブラボー・コンクール（FBC）春花壇市教委賞を受賞。
- 1981年 - 体育館完成。名古屋市で講堂・体育館をそれぞれ持つ学校の1つとなる。
- 1987年 - 校舎の大改修工事が行われる。
- 2003年 - なごやスクールISOに認定される。
- 2006年 - 学力向上パイロット推進事業が委託される（2007年度まで）。
- 2007年 - 創立100周年記念式典が挙行される。式典においては学力向上パイロット推進事業の成果が5年生・6年生児童より発表された。
- 2017年 - 「わかば学級」設置。

## 教育方針
教育目標として「互いに協力し、すすんで講堂や学習のできる心身ともに調和のとれた、たくましい児童の育成をはかる。」とし、
1. 進んで学ぶ子
2. 思いやりのある子
3. ねばり強い子
4. 広い目を持つ子

の育成を目指している。
従来は上記4項目のうち1 - 3を掲げていたが、時代の変遷に対応して4が追加された。

## 児童数
葵小学校公式サイトの学校概要の記載から抜粋。（2017年4月1日現在）
| 学年 | わかば | 1年 | 2年 | 3年 | 4年 | 5年 | 6年 | 合計 |
| ---- | ------ | --- | --- | --- | --- | --- | --- | ---- |
| 学級 | 1      | 2   | 2   | 2   | 2   | 1   | 2   | 12   |
| 児童 | 1      | 49  | 50  | 44  | 46  | 36  | 43  | 269  |

2017年4月現在の葵小学校は、各学年1クラスから2クラス相当の児童数の小学校となっている。教職員数は、校長以下教諭・学校事務職員などを合わせ計26名。

### 児童数の変遷
『愛知県小中学校誌』（1998年）によると、児童数の変遷は以下の通りである。
| 1947年（昭和22年） | 1,047人 |  |
| 1957年（昭和32年） | 1,404人 |  |
| 1967年（昭和42年） | 742人   |  |
| 1977年（昭和52年） | 561人   |  |
| 1987年（昭和62年） | 335人   |  |
| 1997年（平成9年）  | 248人   |  |

## 学校行事など
葵小学校公式サイト記載の2012年度（平成24年度）年間行事予定および学校概要 - 委員会・クラブ活動から抜粋。

### 学校行事
| - 1学期 - 4月 入学式・1学期始業式、遠足 - 5月 授業参観 - 6月 クリーンキャンペーン、学校公開日 - 7月 1学期終業式、夏休み | - 2学期 - 9月 2学期始業式、運動会 - 10月 芸術鑑賞会、修学旅行、授業参観、東区連合音楽会 - 11月 学芸会 - 12月 2学期終業式、冬休み | - 3学期 - 1月 3学期始業式、学校公開日 - 2月 クラブ活動見学会、授業参観 - 3月 授業参観、卒業式・学年修了式、春休み |

### 児童会活動
- 設置委員会

代表委員会・情報委員会・図書委員会・環境委員会・健康委員会の5委員会。
代表委員会は役員選挙により選出された会長・副会長・書記と4年生 - 6年生の代表委員により構成される。環境委員会はFBC参加のための花壇育成活動などを行っている。
- 児童会役員選挙

4月（前期）・10月（後期）に実施される。
- 児童会特別集会

各学期末の7月・12月・3月に実施される。3月は卒業生に対してのお別れ集会。

### クラブ活動・部活動
- クラブ活動

室内スポーツ・球技 卓球・コンピュータ・手芸・イラスト・ゲームの各クラブがある。
- 部活動

4年生 - 6年生により以下の活動がシーズンごとに行われている。
野球部（4月 - 8月）・ソフトボール部（4月 - 8月）・水泳部（6月 - 7月）・サッカー部（8月 - 2月）・バスケットボール部（8月 - 2月）・FBC部（4月 - 3月）

## 通学区域
- 名古屋市東区
  - 葵一丁目・二丁目・三丁目の全部
  - 泉三丁目、東桜二丁目、代官町、筒井二丁目・三丁目のそれぞれ一部

当学区は全域にわたって住居表示が実施された地域であるため、基本的に住居表示実施前の町名をベースとしている学区分けを見ると、現行の住居表示に基づく地名では一見他の隣接する公立小学校（名古屋市立東桜小学校・名古屋市立筒井小学校）の学区と思える地区も一部含まれる形となっている。
2010年（平成22年）国勢調査によると、学区の面積は0.829km2、世帯数は5196世帯、人口は8186人である。2005年国勢調査実施時においては世帯数3774世帯、人口6592人であり、両者を比較した世帯数増加率37.7％、人口増加率24.2％はいずれも東区内の9小学校区においてトップである。
学区内は名古屋市の幹線道路である桜通・錦通沿いを中心に商業施設や事業所も見られるものの、基本的には住宅地としての色彩が強い。再開発により建設されたマンション等も多数みられる。
※ 記述にあたっては、『名古屋の町（大字）・丁目別人口（平成22年国勢調査）』行政区別統計表を参照した。

### 隣接する公立小学校区
いずれも名古屋市立の小学校である。
- 筒井小学校（東区） - 当学区の北側、葵小学校と2校で名古屋市立あずま中学校区を構成する。
- 東桜小学校（東区） - 当学区の西側。
- 山吹小学校（東区） - 当学区の北西側。
- 東白壁小学校（東区） - 当学区の北側、道路（国道19号）上にてわずかに接している。
- 内山小学校（千種区） - 当学区の東側。
- 新栄小学校（中区） - 当学区の南側。

### 進学先中学校
名古屋市では公立学校選択制が導入されていないことから、葵小学校を卒業した児童の公立中学校進学先は名古屋市立あずま中学校となる（進学時に学区の変更を伴う転居などがない場合）。
あずま中学校の校地は葵小学校区の北側に位置する筒井小学校区の中でも最も北に位置するため、葵小学校区内からあずま中学校までの通学距離は長くなっている。

### 学区内の主な施設

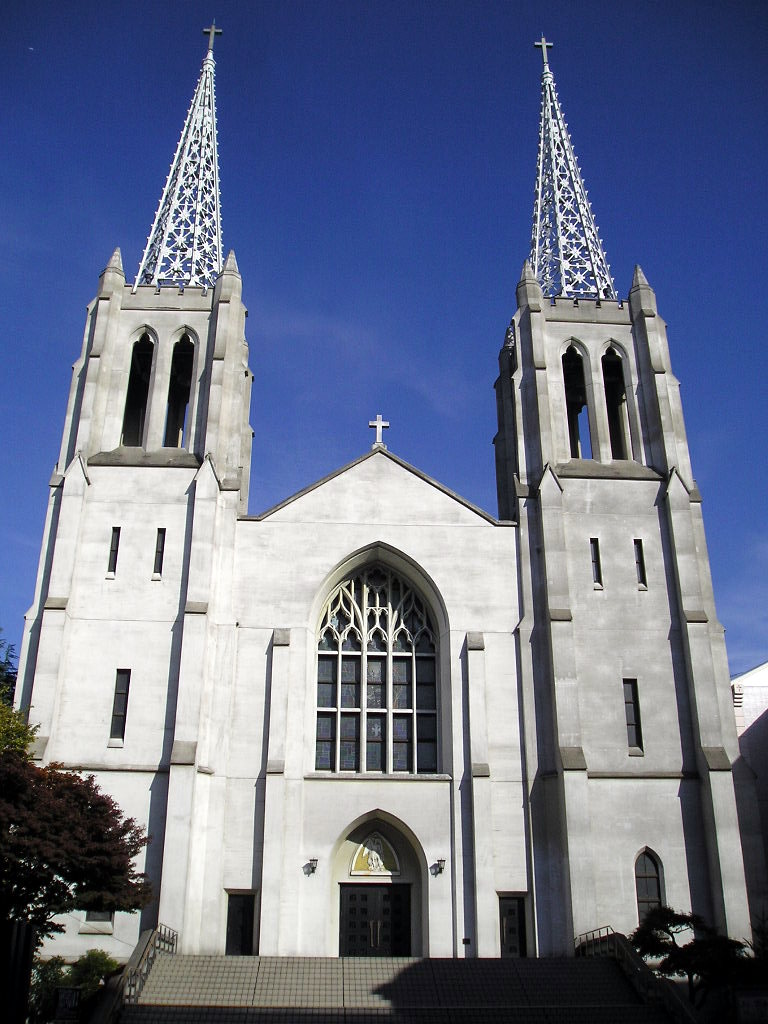
カトリック布池教会

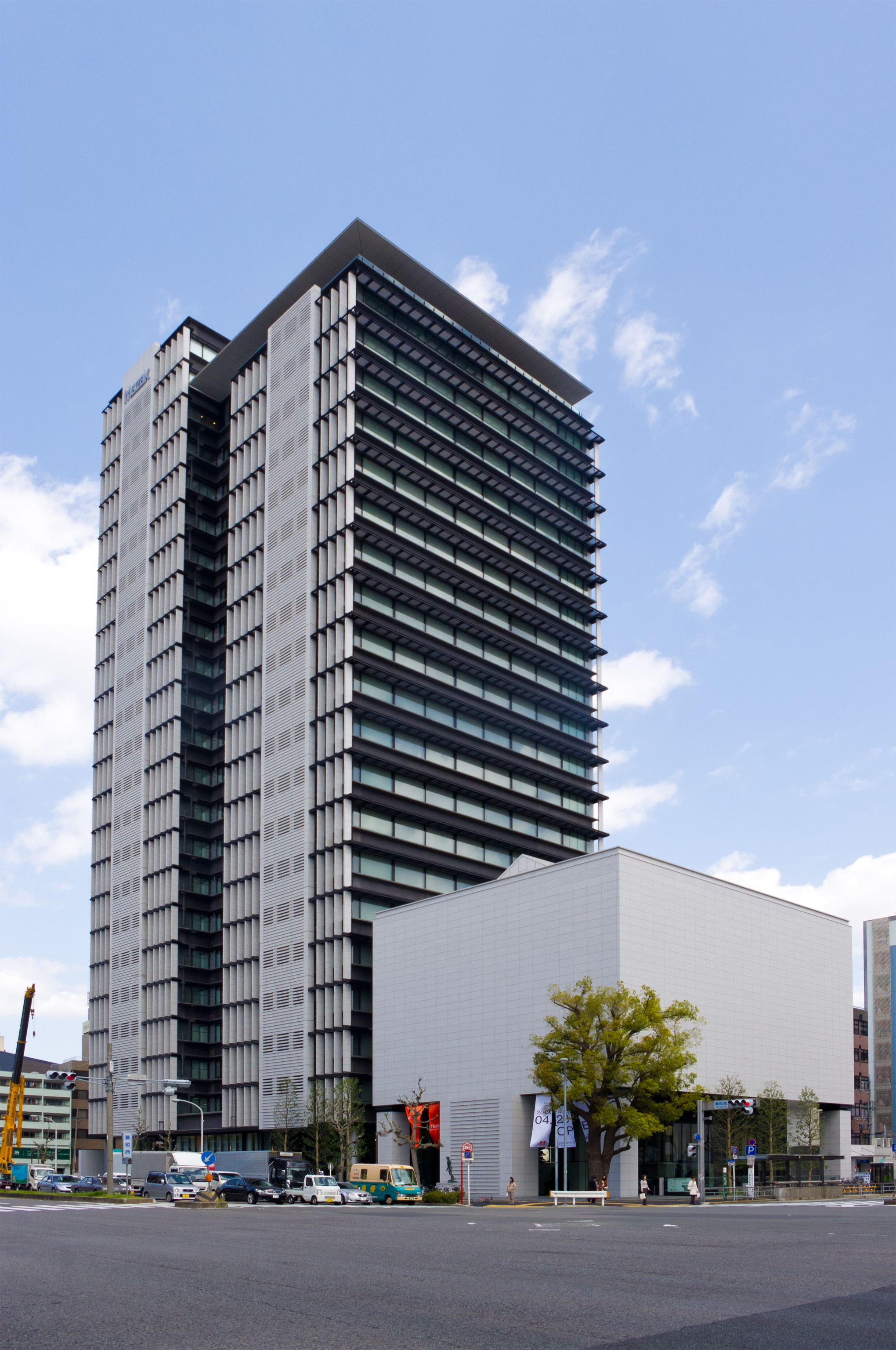
マザックアートプラザ

古くからの名古屋の市街地を学区としているが、太平洋戦争による空襲の影響により焼失した地域のため現在ある施設は戦後に建てられた施設がほとんどである。
- 愛知大学車道キャンパス（筒井二丁目）

1950年に開校、2004年に現在の高層ビル校舎となる。
- 名古屋文化短期大学（葵一丁目）

1950年の山田家政短期大学開校から2度の改称を経て現在に至っている。
- 名古屋市立中央看護専門学校（葵一丁目）
- 名古屋市芸術創造センター（葵一丁目）
- 東生涯学習センター（葵一丁目）

名古屋市芸術創造センター・東生涯学習センターは名古屋法務局の移転跡地に建設された。
- カトリック布池教会（葵一丁目）

正式名称名古屋カテドラル聖ペトロ・聖パウロ大聖堂。愛知・岐阜・富山・石川・福井の5県のカトリック教会を管轄するカトリック名古屋教区の司教座聖堂である。
- 永平寺名古屋別院（代官町）

福井県にある曹洞宗総本山永平寺の別院である。
- 式内物部神社（筒井三丁目）

神社の創建は垂仁天皇代（第11代天皇、在位紀元前29年 - 紀元70年）とされている。元禄期に尾張藩第3代藩主徳川綱誠が荒廃した社殿の修復を行った。
- 住友生命千種ニュータワービル（葵三丁目）

千種駅前の東邦高等学校移転跡地の再開発により建設された超高層ビルである（地上高85.6m）。
- マザックアートプラザ（葵一丁目）
  - ヤマザキマザック美術館

2010年2月完成。住友生命千種ニュータワービルを抜き、学区内で最も高い超高層ビルである（地上高99.85m）。

## 交通アクセス
- 名古屋市営地下鉄東山線 新栄町駅より徒歩5分。
- 名古屋市営地下鉄桜通線 車道駅より徒歩8分。

このほかにJR中央本線・名古屋市営地下鉄東山線 千種駅も徒歩での利用が可能な距離にある（名古屋市営地下鉄東山線 千種駅については当学区内に所在）。